# Droga wojewódzka 199
Die Droga wojewódzka 199 (DW 199) ist eine 30 Kilometer lange Droga wojewódzka (Woiwodschaftsstraße) in der polnischen Woiwodschaft Großpolen und der Woiwodschaft Lebus, die Przedlesie in der Nähe von Międzychód mit Skwierzyna verbindet. Die Straße liegt im Powiat Międzychodzki und im Powiat Międzyrzecki.

## Straßenverlauf
Woiwodschaft Großpolen, Powiat Międzychodzki
-  Międzychód (Birnbaum) (DW 160)

Woiwodschaft Lebus, Powiat Międzyrzecki
-  Skwierzyna (Schwerin an der Warthe) (DW 159)